# Le Corps Mince de Françoise

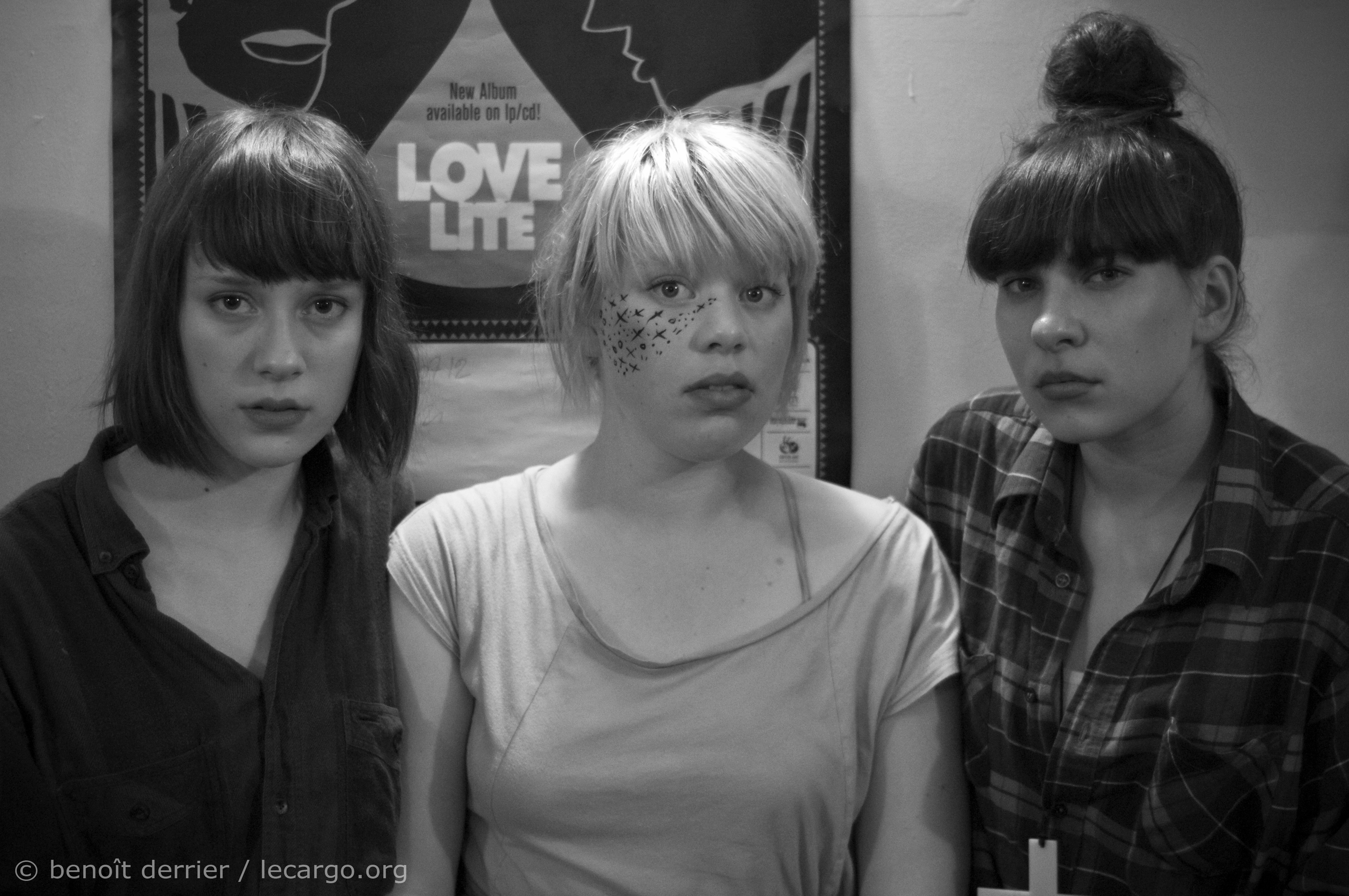
LCMDF

Le Corps Mince de Françoise, men allt oftare förkortningen LCMDF, är namnet på ett elektropop-band från Helsingfors, Finland. Gruppen bildades år 2007 av systrarna Mia och Emma Kemppainen samt Malin Nyqvist. Året 2010 lämnade Malin Nyqvist bandet, som sedan dess varit en duo. Bandet är baserat i Berlin, Tyskland.

## Diskografi

### Album
- 2011: Love & Nature (Heavenly Recordings)

### Singlar och EPs
- 2013: #haters feat. Black Cracker (singel, officiell låt på Helsingfors Pride 2013)
- 2013: Mental Health pt.2 EP (FAN Recordings)
- 2012: Mental Health pt.1 EP (FAN Recordings)
- 2011: Cool And Bored
- 2011: Future Me (släppt som promo)
- 2010: Gandhi EP (Heavenly)
- 2009: Something Golden (Kitsuné Music)
- 2009: Bitch Of The Bitches (Relentless Records)
- 2008: Ray-Ban Glasses (New Judas)